# La Calera, Colombia
La Calera är en ort i Colombia.   Den ligger i departementet Cundinamarca, i den centrala delen av landet, 18 km nordost om huvudstaden Bogotá. La Calera ligger 2 690 meter över havet och antalet invånare är 10 175.
Terrängen runt La Calera är kuperad. Runt La Calera är det ganska tätbefolkat, med 72 invånare per kvadratkilometer. Närmaste större samhälle är Bogotá, 17,5 km sydväst om La Calera. Trakten runt La Calera består i huvudsak av gräsmarker.